# 杉原盛重
杉原盛重（1533年—1582年），是日本戰國時代的武將。毛利氏家臣，迎娶了毛利元就的姪女，而女兒則嫁給毛利元就八男末次元康，做為一門的重臣協助吉川元春攻略山陰道。

## 生平
杉原盛重本是備後國豪族杉原理興的家老，在弘治三年（1557年）杉原理興死後，因他沒有子嗣，以一門眾的身分繼承，成為神邊城主，並娶了毛利興元之女，成為毛利家臣，跟隨吉川元春參予山陰道的戰事，被吉川元春評價為一名勇猛的武將，而且麾下支配著德岡眾、佐田彥四郎等許多忍者，在陰德太平記中也描寫他擅長智謀、思慮極深。
毛利元就在永祿7年（1564年）伯耆國尾高城主行松正盛病故後，將尾高城轉交給杉原盛重顧守，而杉原盛重雖取代了行松氏，但當行松正盛的妻子改嫁後，也擔起扶養行松氏遺兒的責任。杉原盛重也在同年討伐反出毛利家的江尾城主蜂塚右衛門尉。後來杉原盛重也因功加封至東伯耆的要衝八橋城，但尾高城也因此在永祿十二年（1569年）被意圖復興尼子家的山中鹿之介奪回，為此杉原盛重在元龜二年（1571年）奪回此城，併消滅親尼子家的羽倉氏。
天正六年（1578年），杉原盛重也指揮所領忍者參予上月城之戰，天正8年（1580年）南條元續、小鴨元清兄弟倒戈至織田家後兩度進攻八橋城，杉原盛重都將他們擊退。翌年，杉原盛重即病故於八橋城。天正十年（1582年）因為織田家部將羽柴秀吉的謀略，次子杉原景盛謀殺繼為當主的兄長元盛，倒戈織田家，最後是吉川元春發兵將之討伐，景盛被擒後自刃。而毛利輝元看重杉原盛重過往功勞，讓同族的高洲元士之子元勝繼承其一部份領地。 